# Longhua (Chengde)
Longhua (chinesisch 隆化县, Pinyin Lónghuà Xiàn) ist ein chinesischer Kreis der bezirksfreien Stadt Chengde (früher: Jehol, Rehe 热河) in der Provinz Hebei, nordöstlich von Peking. Er hat eine Fläche von 5.444 km² und zählt 372.030 Einwohner (Stand: Zensus 2010). Sein Hauptort ist die Großgemeinde Longhua (隆化镇).